# 東德文區
東德文區（英語：East Devon District），英國英格蘭西南區域德文郡的一個非都市區（地方第二級區政府），區理事會所在地位於錫德茅斯。
東德文區的整個東海岸線從埃克斯茅斯奧科姆岩石群一直延伸到多塞特郡斯沃尼奇老哈里巨石，總長153千米，被稱為侏羅紀海岸。在2001年被列為世界遺產。另外，還有一處杰出自然风景区，大致分為東德文AONB和彩虹山兩區域。

## 城鎮與景點

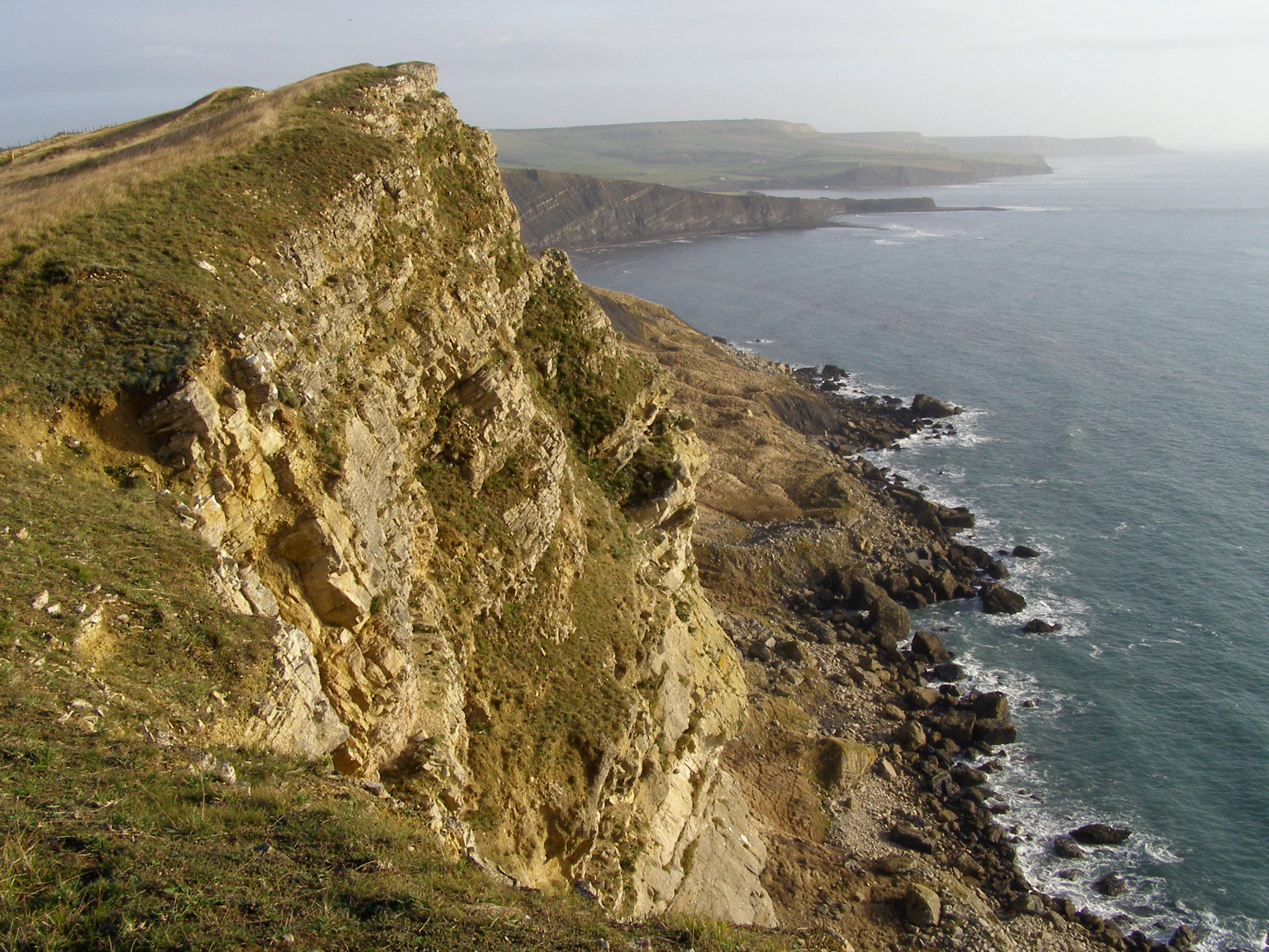
侏羅紀海岸被列為世界遺產

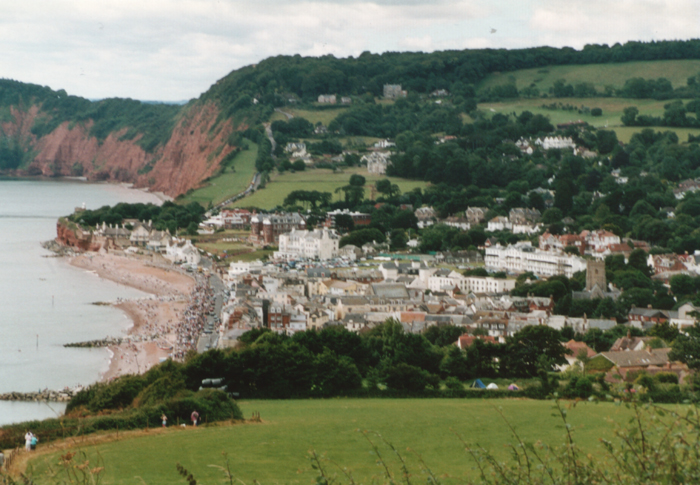
錫德茅斯，人口14,400，是東德文區行政中心（區理事會所在地）